# Max Fleischmann (Jurist)
Max Michael Fleischmann (geboren 5. Oktober 1872 in Breslau; gestorben 14. Januar 1943 in Berlin) war ein deutscher Völkerrechtler und Professor der Rechtswissenschaft in Königsberg (Preußen) und Halle (Saale).

## Leben
Max Fleischmann war evangelischer Konfession und entstammte einer Familie jüdischer Kaufleute. Seine Mutter war Mathilde Fleischmann geb. Schönlank, sein Vater Paul Fleischmann. Die Schule besuchte Max in Breslau, das Abitur erwarb er am Königlichen Gymnasium in Krotoschin 1891. Er begann ein Jurastudium an der Schlesischen Friedrich-Wilhelms-Universität Breslau und belegte daneben Vorlesungen in Staatswissenschaft, Geschichte und Philosophie. 1892/93 diente er als Einjährig-Freiwilliger in Breslau ab. Am 5. Dezember 1894 bestand er die Erste juristische Prüfung am OLG Breslau.
Seine Dissertation bei Moritz Wlassak behandelte ein Grenzgebiet zwischen Romanistik und Jura, das Pfändungsrecht. Am 17. Dezember 1894 wurde er am Amtsgericht Carlsruhe Staatsbeamter, dann dort und in Breslau Referendar. Ab September 1895 war Fleischmann beim Landgericht Hirschberg tätig, später bei der
Staatsanwaltschaft in Brieg und beim OLG Breslau. Er habilitierte sich 1898 mit einer Arbeit zum Thema Der Weg der Gesetzgebung in Preußen und bestand 1899 die Assessorprüfung. 1901 heiratete er die Kaufmannswitwe Giuseppina Möller geb. Guglielmini, gebürtig aus Alexandrien, italienischer Abstammung.  Am 1. Mai 1902 wurde er Privatdozent für Staats-, Verwaltungs- und Völkerrecht, ab 1910 zusätzlich für Kolonialrecht. Seine Antrittsvorlesung lautete Friedericanischer Sozialismus. Im April 1905 wurde er Amtsrichter in Halle und 1908 Titularprofessor ebenda. 1910 erhielt er hier einen Lehrauftrag für Kolonialrecht. In der Folgezeit profilierte er sich zunehmend als Völkerrechtler.
Von 1911 bis 1921 wirkte Fleischmann an der Albertus-Universität Königsberg, 1915 (oder 1919) wurde er Ordinarius für verschiedene Rechtsgebiete, zusätzlich zu den oben angeführten auch für Kirchenrecht und deutsche Rechtsgeschichte. Von 1917 bis 1919 war er auch als Senatspräsident am Reichsschiedsgericht für Kriegswirtschaft und in einer Ministerialkommission zur Klärung von Streitigkeiten nach dem Sturz der Hohenzollern tätig. In Königsberg wurde er Vorsitzender des Kolonialvereins. Im reichsweiten Deutschen Kolonialverein war er viele Jahre lang im Hauptvorstand.
Im Jahr 1921 wurde er als Professor für Staats- und Kolonialrecht mit einem Lehrauftrag für Landwirtschaftsrecht an die Rechts- und Staatswissenschaftliche Fakultät der Friedrichs-Universität Halle berufen. Als international bekannter Völkerrechtler wurde Fleischmann Gutachter für internationale Streitfälle. Es folgte die Berufung zum Senatspräsidenten am Reichswirtschaftsgericht.
Von 1922 bis 1927 und 1931/1932 war er Dekan (Hochschule) der Juristischen Fakultät. 1925/1926 war er der Rektor der Friedrichs-Universität Halle. 1927 gründete er ein Institut für Zeitungswesen, einen Vorläufer der Medien- und Kommunikationswissenschaft. 1928 initiierte er anlässlich des 200. Geburtstages von Christian Thomasius, dem Juristen und ersten Rektor der  Universität Halle, eine Stiftung. 1930 unterzeichnete er als Vertreter der Weimarer Republik die Schlussakte der Haager Konferenz für die Kodifikation des Völkerrechts.
Infolge des Berufsbeamtengesetzes wurde er 1935 wegen seiner jüdischen Herkunft zwangsweise in den Ruhestand versetzt. 1936 folgte der endgültige Entzug der Lehrerlaubnis. Er zog 1941 nach Berlin und hatte Kontakte zu Mitgliedern des späteren militärischen Widerstands (20. Juli 1944). Da er sich weigerte, den Judenstern zu tragen, wollte ihn die Gestapo am 14. Januar 1943 im Hause des ehemaligen Justizministers Eugen Schiffer festnehmen. Er entzog sich der Verhaftung, indem er eine Überdosis Schlaftabletten schluckte. Er wurde ins jüdische Krankenhaus eingeliefert und starb dort an den Folgen der Vergiftung. Zuletzt lebte er in der Berchtesgadener Straße 2/3 im Bayerischen Viertel. Seine letzte Ruhestätte fand er auf dem Südwestkirchhof Stahnsdorf.

## Gedenken

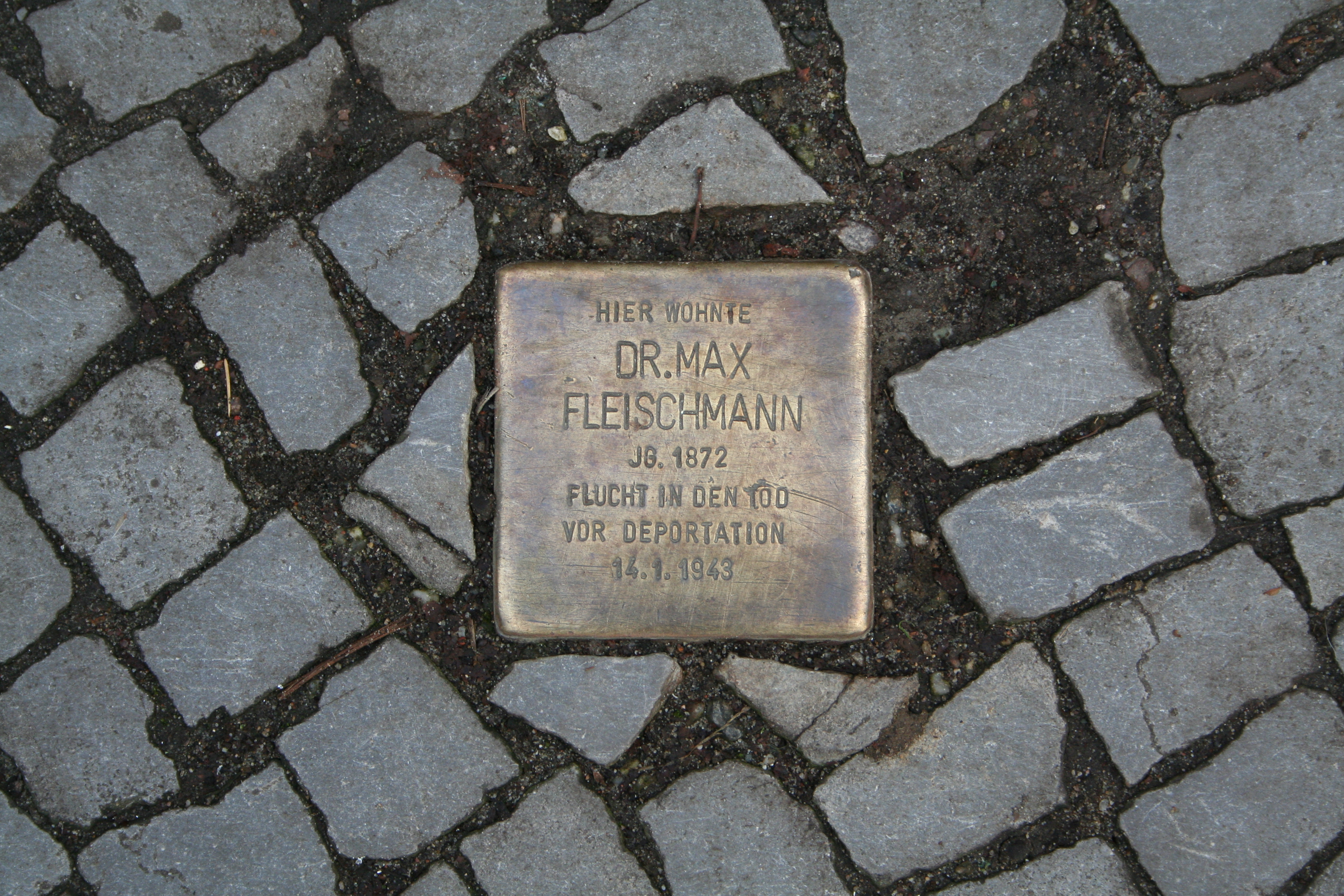
Stolperstein zum Gedenken an Max Fleischmann

Die Stadt Halle ehrte Fleischmann am 21. August 1946 durch eine Straßenbenennung im Stadtteil Giebichenstein. Am 12. Dezember 2006 wurde zum Gedenken an Fleischmann vor seinem letzten Wohnort in Halle, dem Rathenauplatz 14 (ehemals Kaiserplatz) ein Stolperstein verlegt.